# Карл Марія Вілігут
Карл Марія Вілігут (нім. Karl Maria Wiligut; 10 грудня 1866, Відень — 3 січня 1946, Бад-Арользен) — австрійський окультист, який серйозно вплинув на містичні настрої Третього Рейху. Бригадефюрер СС (1935).

## Біографія
Вілігут народився у Відні в родині оберста австрійської армії. У 1884 році він вступив на військову службу в 99-й піхотний полк, а в 1889 році був прийнятий до масонської ложі в Ґраці. Серед його знайомих — члени Ордена Нових Тамплієрів. З початку XX століття Вілігут почав писати вірші, сюжети яких брав з місцевої міфології та фольклору. У 1903 році Вілігут випустив міфологічний трактат «Руни Зейфрід».
У Першу світову війну Вілігут брав участь в бойових діях на російському та італійському фронтах, за деякими даними був 11 разів поранений. З серпня 1917 року по квітень 1918 року він командував 59-ї піхотної бригадою. Вілігут в кінці війни був комендантом табору для демобілізованих солдатів в Жолкеве. З військової служби Вілігут звільнився в 1919 році в званні оберста. Після війни Вілігут почав реконструкцію історії та міфології давніх германців. В цей же час його стали переслідувати фінансові та сімейні проблеми, внаслідок яких він потрапив до божевільні, впевнений, що є жертвою масонської змови. У 1924-27 Вілігут перебував у психіатричній клініці в Зальцбурзі з діагнозом шизофренія.
У 1932 році Вілігут емігрував до Німеччини, де познайомився з рейхсфюрером СС Генріхом Гіммлером, при протекції якого зайняв пост глави Відділу вивчення ранньої історії (під псевдонімом Карл Марія Вайстор), створеного спеціально для Вілігута в рамках СС. З 1 жовтня 1934 року очолював архівне управління в Головному управлінні СС з питань раси і поселення.
У 1936 році Вілігут разом з Гюнтером Кіргоффом в рамках інституту Аненербе почав розкопки в Шварцвальді на пагорбі Мурга поблизу Баден-Бадена, де, за його словами, знаходилися руїни древнього поселення ірміністів. В СС Вілігут виконував роль ірміністського священика, беручи участь в шлюбних ритуалах в замку Вевельсбург. Він також розробив дизайн кільця «Мертва голова», яким Гіммлер власноруч нагороджував офіцерів. У той же час Вайстору був доручений аналіз праць Юліуса Еволи.
У 1938 році особистий ад'ютант Гіммлера Карл Вольф розшукав дружину Вілігута, Мальвіну, і отримав від неї документи і медичні огляди, які вельми збентежили Гіммлера. У 1939 році Вольф повідомив Вілігуту, що той звільнений через слабке здоров'я і вік. Проте, Гіммлер не відвернувся від Вілігута повністю, часом звертаючись до нього за порадами. У 1940 році Вілігут оселився в Австрії, де провів залишок війни. Після війни він вирішив повернутися в Німеччину, але по дорозі помер.

## Ідеї
Багато дослідників відзначають схожість основних ідей Вілігута з ідеями арманізма.
Вілігут стверджував, що є нащадком древньої династії німецьких святих Віліготіс, які походять від союзу між повітряними (асами) і водними богами (ванами). Ця спорідненість нібито дозволяє йому зберігати в своїй пам'яті події тисячолітньої історії, коли на небі сяяли 3 сонця, а землю населяли велетні, гноми та інші фантастичні істоти. У родову таємницю Вілігута, за його словами, посвятив батько, який разом з іншими, давно померлими, родичами постійно дає Карлу настанови і поради в рунічній формі.
Вілігут впровадив новий термін — ірмінізм, яким позначав справжню німецьку релігію, на противагу міфології — фальшивій релігії. Він стверджував, що Біблія спочатку написана древніми германцями і присвячена давньогерманському богу на ім'я Бальдур Крестос, розп'ятому вотаністами в 9600 році до н. е., а в подальшому текст Біблії нібито був сфальсифікований християнами (які запозичили ім'я «Крестос»), масонами і юдеями.

## Нагороди
- Ювілейна пам'ятна медаль 1898
- Ювілейний хрест
- Пам'ятний хрест 1912/13
- Хрест «За військові заслуги» (Австро-Угорщина) 3-го класу з військовою відзнакою і мечами
- Срібна і бронзова медаль «За військові заслуги» (Австро-Угорщина) з мечами
- Військовий Хрест Карла
- Медаль «За поранення» (Австро-Угорщина) з п'ятьма смугами
- Пам'ятна військова медаль (Австрія) з мечами
- Почесний хрест ветерана війни з мечами
- Кільце «Мертва голова» — розробник дизайну нагороди.
- Почесна шпага рейхсфюрера СС
- Почесний кинджал СС
- Медаль «У пам'ять 13 березня 1938 року»
- Медаль «У пам'ять 1 жовтня 1938»
- Хрест Воєнних заслуг 2-го і 1-го класу з мечами